# Betzenrod (Schotten)
Betzenrod ist ein Stadtteil von Schotten. Der Ort liegt am Südhang des Vogelsberges im mittelhessischen Vogelsbergkreis. Südwestlich am Ort vorbei verläuft die Bundesstraße 276.

## Geschichte

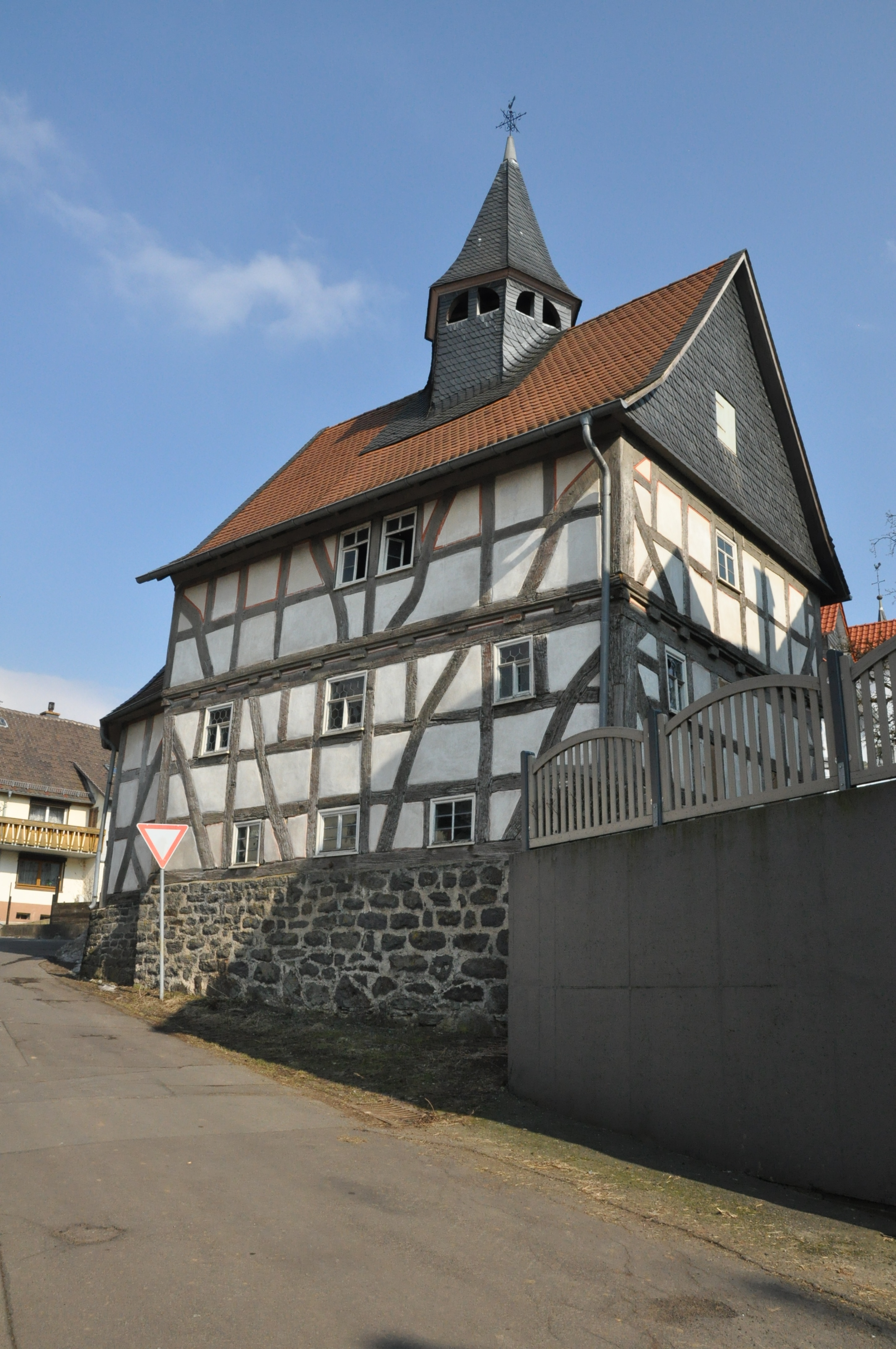
Schotten-Betzenrod, Alte Kirche

### Ortsgeschichte
Die älteste bekannte Erwähnung erfolge am 24. Juni 1338 unter den Namen Betzilnrode. Später wandelte sich der Ortsname in Benzinrode. Aus der Zeit zwischen 1700 und 1750 ist stammen Erwähnungen unter dem Namen Petzenroht. 1710 gibt es auch schon die heutige Schreibweise Betzenrod. Gefundene Steinbeile lassen aber auf eine sehr viel frühere Besiedlung schließen.
Die Statistisch-topographisch-historische Beschreibung des Großherzogthums Hessen berichtet 1830 über Betzenrod:

„Betzenrode (L. Bez. Schotten) evangel. Filialdorf; liegt im Vogelsberg 1⁄2 St. von Schotten, hat 72 Häuser und 381 evangel. Einw., unter welchen sich 15 Bauern, so wie an Handwerkern 31 Leineweber und 1 Tuchmacher befinden.“

Im Jahre 1843 wurde eine Schule erbaut. Sie wurde 1974 aufgelöst.
Zum 31. Dezember 1971 wurde die bis dahin selbständige Gemeinde Betzenrod im Zuge der Gebietsreform in Hessen auf freiwilliger Basis als Stadtteil nach Schotten eingegliedert. Für den Stadtteil Betzenrod wurde ein Ortsbezirk errichtet.

### Verwaltungsgeschichte im Überblick
Die folgende Liste zeigt die Staaten und Verwaltungseinheiten, denen Betzenrod angehört(e):
- vor 1567: Heiliges Römisches Reich, Landgrafschaft Hessen, Amt Schotten
- ab 1567: Heiliges Römisches Reich, Amt Schotten (Söhne der Margarethe von der Saale)[12]
- ab 1584: Heiliges Römisches Reich, Landgrafschaft Hessen-Darmstadt, Amt Schotten[13]
- 1787: Heiliges Römisches Reich, Landgrafschaft Hessen-Darmstadt, Oberfürstentum Hessen, Amt Schotten[14]
- ab 1806: Großherzogtum Hessen,[Anm. 2] Fürstentum Oberhessen, Amt (und Gericht ab 1803) Schotten und Stornfels[15][16]
- ab 1815: Großherzogtum Hessen, Provinz Oberhessen, Amt und Gericht Schotten und Stornfels[17]
- ab 1821: Großherzogtum Hessen, Provinz Oberhessen, Landratsbezirk Schotten[18][Anm. 3]
- ab 1832: Großherzogtum Hessen, Provinz Oberhessen, Kreis Nidda
- ab 1848: Großherzogtum Hessen, Regierungsbezirk Nidda
- ab 1852: Großherzogtum Hessen, Provinz Oberhessen, Kreis Schotten
- ab 1867: Norddeutscher Bund,[Anm. 4]  Großherzogtum Hessen, Provinz Oberhessen, Kreis Schotten
- ab 1871: Deutsches Reich, Großherzogtum Hessen, Provinz Oberhessen, Kreis Schotten
- ab 1874: Deutsches Reich, Großherzogtum Hessen, Provinz Oberhessen, Kreis Schotten
- ab 1918: Deutsches Reich (Weimarer Republik), Volksstaat Hessen, Provinz Oberhessen, Landkreis Schotten
- ab 1938: Deutsches Reich, Volksstaat Hessen, Landkreis Büdingen[19][Anm. 5]
- ab 1945: Amerikanische Besatzungszone, Groß-Hessen,[Anm. 6] Regierungsbezirk Darmstadt, Landkreis Büdingen
- ab 1946: Amerikanische Besatzungszone, Land Hessen, Regierungsbezirk Darmstadt, Landkreis Büdingen
- ab 1949: Bundesrepublik Deutschland, Land Hessen, Regierungsbezirk Darmstadt, Landkreis Büdingen
- ab 1972: Bundesrepublik Deutschland, Land Hessen, Regierungsbezirk Darmstadt, Vogelsbergkreis, Stadt Schotten, Stadt Schotten[Anm. 7]
- ab 1981: Bundesrepublik Deutschland, Land Hessen, Regierungsbezirk Gießen, Vogelsbergkreis, Stadt Schotten

### Gerichte seit 1803
In der Landgrafschaft Hessen-Darmstadt wurde mit Ausführungsverordnung vom 9. Dezember 1803 das Gerichtswesen neu organisiert. Für die Provinz Oberhessen wurde das Hofgericht Gießen als Gericht der zweiten Instanz eingerichtet. Die Rechtsprechung der ersten Instanz wurde durch die Ämter bzw. Standesherren vorgenommen und somit war für Betzenrod das Amt Schotten zuständig. 
Das Hofgericht war für normale bürgerliche Streitsachen Gericht der zweiten Instanz, für standesherrliche Familienrechtssachen und Kriminalfälle die erste Instanz. Die zweite Instanz für die Patrimonialgerichte waren die standesherrlichen Justizkanzleien. Übergeordnet war das Oberappellationsgericht Darmstadt. 
Mit der Gründung des Großherzogtums Hessen 1806 wurde diese Funktion beibehalten, während die Aufgaben der ersten Instanz 1821–1822 im Rahmen der Trennung von Rechtsprechung und Verwaltung auf die neu geschaffenen Land- bzw. Stadtgerichte übergingen. Betzenrod viel in den Gerichtsbezirk des „Landgerichts Schotten“.
Anlässlich der Einführung des Gerichtsverfassungsgesetzes mit Wirkung vom 1. Oktober 1879, infolge derer die bisherigen großherzoglich hessischen Landgerichte durch Amtsgerichte an gleicher Stelle ersetzt wurden, während die neu geschaffenen Landgerichte nun als Obergerichte fungierten, kam es zur Umbenennung in „Amtsgericht Schotten“ und Zuteilung zum Bezirk des Landgerichts Gießen.
Mit Wirkung zum 1. Juli 1968 erfolgte die Auflösung des Amtsgerichts Schotten und Betzenrod kam zum Gerichtsbezirk des Amtsgerichts Nidda. Zum 1. Januar 2012 wurde auch das Amtsgericht Nidda gemäß Beschluss des hessischen Landtags aufgelöst und Betzenrod dem Amtsgericht Büdingen zugeteilt.
Die übergeordneten Instanzen sind jetzt das Landgericht Gießen, das Oberlandesgericht Frankfurt am Main sowie der Bundesgerichtshof als letzte Instanz.

## Bevölkerung

### Einwohnerstruktur 2011
Nach den Erhebungen des Zensus 2011 lebten am Stichtag dem 9. Mai 2011 in Betzenrod 564 Einwohner. Darunter waren 6 (1,1 %) Ausländer.
Nach dem Lebensalter waren 69 Einwohner unter 18 Jahren, 222 zwischen 18 und 49, 138 zwischen 50 und 64 und 132 Einwohner waren älter.
Die Einwohner lebten in 252 Haushalten. Davon waren 72 Singlehaushalte, 84 Paare ohne Kinder und 75 Paare mit Kindern, sowie 15 Alleinerziehende und 6 Wohngemeinschaften. In 63 Haushalten lebten ausschließlich Senioren und in 156 Haushaltungen lebten keine Senioren.

### Einwohnerentwicklung
| • 1791: | 315 Einwohner                      |
| • 1800: | 320 Einwohner                      |
| • 1806: | 305 Einwohner, 67 Häuser           |
| • 1829: | 381 Einwohner, 72 Häuser           |
| • 1867: | 361 Einwohner, 68 bewohnte Gebäude |
| • 1875: | 379 Einwohner, 66 bewohnte Gebäude |

| Betzenrod: Einwohnerzahlen von 1791 bis 2020 | Betzenrod: Einwohnerzahlen von 1791 bis 2020 | Betzenrod: Einwohnerzahlen von 1791 bis 2020 | Betzenrod: Einwohnerzahlen von 1791 bis 2020 | Betzenrod: Einwohnerzahlen von 1791 bis 2020 |
| --- | -------------------------------------------- | -------------------------------------------- | -------------------------------------------- | -------------------------------------------- |
| Jahr |                                              |                                              |                                              | Einwohner                                    |
| 1791 | 1791                                         |                                              | 315                                          | 315                                          |
| 1800 | 1800                                         |                                              | 320                                          | 320                                          |
| 1806 | 1806                                         |                                              | 305                                          | 305                                          |
| 1829 | 1829                                         |                                              | 381                                          | 381                                          |
| 1834 | 1834                                         |                                              | 388                                          | 388                                          |
| 1840 | 1840                                         |                                              | 415                                          | 415                                          |
| 1846 | 1846                                         |                                              | 424                                          | 424                                          |
| 1852 | 1852                                         |                                              | 399                                          | 399                                          |
| 1858 | 1858                                         |                                              | 368                                          | 368                                          |
| 1864 | 1864                                         |                                              | 378                                          | 378                                          |
| 1871 | 1871                                         |                                              | 353                                          | 353                                          |
| 1875 | 1875                                         |                                              | 379                                          | 379                                          |
| 1885 | 1885                                         |                                              | 365                                          | 365                                          |
| 1895 | 1895                                         |                                              | 336                                          | 336                                          |
| 1905 | 1905                                         |                                              | 339                                          | 339                                          |
| 1910 | 1910                                         |                                              | 343                                          | 343                                          |
| 1925 | 1925                                         |                                              | 351                                          | 351                                          |
| 1939 | 1939                                         |                                              | 342                                          | 342                                          |
| 1946 | 1946                                         |                                              | 469                                          | 469                                          |
| 1950 | 1950                                         |                                              | 422                                          | 422                                          |
| 1956 | 1956                                         |                                              | 380                                          | 380                                          |
| 1961 | 1961                                         |                                              | 386                                          | 386                                          |
| 1967 | 1967                                         |                                              | 389                                          | 389                                          |
| 1970 | 1970                                         |                                              | 411                                          | 411                                          |
| 1980 | 1980                                         |                                              | ?                                            | ?                                            |
| 1990 | 1990                                         |                                              | ?                                            | ?                                            |
| 2000 | 2000                                         |                                              | ?                                            | ?                                            |
| 2004 | 2004                                         |                                              | 659                                          | 659                                          |
| 2010 | 2010                                         |                                              | 581                                          | 581                                          |
| 2011 | 2011                                         |                                              | 564                                          | 564                                          |
| 2015 | 2015                                         |                                              | 596                                          | 596                                          |
| 2020 | 2020                                         |                                              | 564                                          | 564                                          |
| Datenquelle: Historisches Gemeindeverzeichnis für Hessen: Die Bevölkerung der Gemeinden 1834 bis 1967. Wiesbaden: Hessisches Statistisches Landesamt, 1968. Weitere Quellen: LAGIS; Einwohnerzahlen nach 2000:; Zensus 2011 |                                              |                                              |                                              |                                              |

### Religionszugehörigkeit
| • 1829: | 361 evangelische (= 100 %) Einwohner                                 |
| • 1961: | 351 evangelische (= 90,93 %) und 14 katholische (= 9,07 %) Einwohner |

### Politik
Für Betzenrod besteht ein Ortsbezirk (Gebiete der ehemaligen Gemeinde Betzenrod) mit Ortsbeirat und Ortsvorsteher nach der Hessischen Gemeindeordnung.
Der Ortsbeirat besteht aus neun Mitgliedern. 
Bei den Kommunalwahlen in Hessen 2021 betrug die Wahlbeteiligung 56,15 %. Alle Kandidaten gehören der „Bürgerliste Betzenrod“ an. Der Ortsbeirat wählte Sebastian Reiß zum Ortsvorsteher.

## Kultur und Sehenswürdigkeiten
In der Liste der Kulturdenkmäler in Schotten sind für Betzenrod elf einzelne unter Denkmalschutz stehende Kulturdenkmäler aufgeführt.

### Vereine
- Betzenröder Schützenverein BSV 1960
- Freiwillige Feuerwehr
- Betzenröder Carneval Club
- Jugendclub Betzenrod e. V.
- Erneuerbare Energien für Schotten e. V.
- Betzenröder Verschwisterungsverein
- Geflügelzuchtverein Betzenrod
- Gesangverein Frohsinn

### Sagenhaftes
„Der Hirzborn in Betzenrod. Mitten in Betzenrod springt der Hirzborn, der hat feines, klares Wasser und die Eller geht dahin, wenn sie einer Frau ein Kind schöpfen soll. Ist's in der Nacht recht still, so soll man die noch nicht geborenen Kinder ganz deutlich im Borne schreien hören“. (Quelle: Theodor Bindewald: Oberhessisches Sagenbuch. Frankfurt, 1873)

### Natur
- Gluckensteine – Felsgruppe im Eichholz
- Wildfrauhaus – Felsgruppe

## Betzenröder Windpark
Der Windpark wird von der Windkraft Betzenrod GbRmbH und der Betzenröder Windenergie GbRmbH betrieben. Die AN Bonus 450 wurde im September 1995 errichtet. Die Nordex 54 und Fuhrländer nahmen im Herbst 1998 ihre Arbeit auf.
| Anlage     | Leistung | Nabenhöhe  | Betreiber                      | Ertrag in kWh/Jahr |
| ---------- | -------- | ---------- | ------------------------------ | ------------------ |
| AN Bonus   | 0.450 kW | 42,5 Meter | Windkraft Betzenrod GbRmbH     | bis zu 0.400.000   |
| Fuhrländer | 0.750 kW |            | Betzenröder Windenergie GbRmbH | bis zu 0.920.000   |
| Nordex N54 | 1.000 kW | 60 Meter   | Betzenröder Windenergie GbRmbH | bis zu 1.000.000   |